# جبل الرديهة
جبل الرديهة يقع الجبل على بعد 20 كيلومترا إلى الشمال من مدينة جدة غرب المملكة العربية السعودية. يوجد على واجهات الجبل الصخرية رسوم وأشكال آدمية واضحة المعالم تقع في واجهة الجبل وعلى ارتفاع 6 أمتار تقريباً من سطح الأرض.

## الآثار
كشف مؤخرًا عن رسوم ونقوش صخرية قديمة في جبل الرديهة، تمثل حيوانات مختلفة من البيئة المحلية مثل: الخيول والإبل والبقر والماعز والوعول، كما توجد في الجبل رسومات تمثل الشمس والنجوم. يرجع تاريخ هذه الرسومات إلى القرن الأول قبل الميلاد، وذلك دلائلها على معطيات بيئية وعقدية كانت سائدة آنذاك.